# Proechimys urichi
Proechimys urichi é uma espécie de roedor da família Echimyidae.
É endêmica do norte da Venezuela.